# Plantago eriopoda
Espèce
Classification phylogénétique
Le Plantain à base velue, Plantago eriopoda, est une plante herbacée vivace de la famille des Plantaginacées. Cette espèce est indigène à l'Amérique du Nord.

## Description
Le Plantain à base velue porte ce nom en référence aux poils bruns qui couvrent son rhizome et la base de ses feuilles. Ces dernières sont de forme oblongue ou lancéolée, d'une longueur entre 7 et 30 cm. Les hampes mesurent de 15 à 45 cm. Son fruit est une capsule contenant de 2 à 4 graines.

## Répartition et habitat
P. eriopoda a une aire de répartition disjointe. Au Canada, on le retrouve sur les rivages estuariens et maritimes du Québec, ainsi que dans les provinces du centre et de l'ouest (Saskatchewan, Manitoba, Alberta et Colombie-Britannique). Au Québec, cette plante est plutôt rare. Elle affectionne les sols humides. 